# Carlos Novas Mateo
Carlos Joel Novas Mateo (* 31. Januar 1992 in Santo Domingo) ist ein österreichischer Basketballspieler.

## Laufbahn
Novas Mateo, der in der Dominikanischen Republik zur Welt kam, sammelte während der Spielzeit 2008/09 erste Bundesliga-Erfahrung im Hemd von Basket Clubs of Vienna. Nach einem Jahr in Deutschland, währenddessen er beim Nürnberger Verein Franken Hexer in der 2. Regionalliga sowie in der Nachwuchs-Basketball-Bundesliga spielte, kehrte Novas Mateo in sein Heimatland zurück und spielte in den folgenden Jahren für die Bundesligisten Traiskirchen, Gmunden, Oberwart und abermals Traiskirchen.
In der Frühjahrssaison 2016 stand er in der Dominikanischen Republik in Diensten des Vereins Plaza Fernando Valerio, gefolgt von einem Engagement beim deutschen Regionalligisten SG Lützel-Post Koblenz, für den er im Durchschnitt 15,7 Punkte je Begegnung erzielte und damit mannschaftsintern zweitbester Werfer war. Nach einem abermaligen Abstecher in die Dominikanische Republik wurde Novas Mateo in Hinblick auf das Spieljahr 2017/18 vom Bundesligisten WBC Raiffeisen Wels verpflichtet.
In der Sommerpause 2018 unterschrieb er einen Vertrag beim spanischen Zweitligisten CBC Valladolid, dort erzielte er während des Spieljahres 2018/19 in 37 Ligabegegnungen im Schnitt 6,1 Punkte. Im August 2019 wurde er vom Team FOG Næstved (erste Liga Dänemarks) verpflichtet. Für Næstved erzielte er in der Saison 2019/20 im Schnitt 18 Punkte und 4,9 Rebounds je Begegnung. Er wechselte hernach zu Lille Métropole Basket in die zweite Liga Frankreichs. Er zog sich einen Kreuzbandriss zu und trennte sich Anfang Februar 2021 von dem Verein. Nach monatelanger Pause schloss er sich im Jänner 2022 den Swans Gmunden an und wurde mit der Mannschaft Vizemeister.
Mitte Oktober 2022 wurde er vom amtierenden österreichischen Meister BC Vienna verpflichtet. Im Sommer 2023 wechselte er zu Ungmennafélag Njarðvíkur nach Island. Zur Saison 2024/25 schloss sich Novas Mateo in Brasilien der Mannschaft Botafogo Rio de Janeiro an.
In der Sommerpause 2025 kehrte er nach Njarðvík zurück.

### Nationalmannschaft
Novas Mateo bestritt in den Altersklassen U16, U18 und U20 Länderspiele für Österreich. Bei der U16-B-Europameisterschaft 2008 war er mit einem Mittelwert von 15,4 Punkten bester Werfer der Österreicher, bei der U18-B-EM 2010 führte er die Nationalmannschaft mit 15,8 Zählern pro Begegnung an. Ende November 2017 gab er im WM-Qualifikationsspiel gegen Serbien seinen Einstand in der Herrennationalmannschaft.